# فیزیک یا شیمی
فیزیک یا شیمی (اسپانیایی: Física o Química‎) یک مجموعهٔ تلویزیونی اسپانیایی بود که از فوریه ۲۰۰۸ تا ژوئن ۲۰۱۱ از شبکهٔ تلویزیونی آنتنا ۳ پخش شد. این سریال ۷ فصل و ۷۷ قسمت داشت و در چندین کشور دنیا نیز پخش شد.

## بازیگران
- آندرئا دورو
- خاویر کالبو
- آدریان رودریگز
- ناصر صالح
- آنجی فرناندس
- اورسولا کوربرو
- ماکسی ایگلسیاس
- مارک کلوتت
- اولیویا مولینا
- فرناندو آندیا
- نوریا گونسالس
- فله مارتینس
- میریام جووانلی
- آنا میلان
- السونو دی مورفئو
- لیز سولاری
- انریکه آرسه
- سسیلیا فریره
- ماریا کاسال
- مارینا گاتل
- رامیرو بلاس
- پابلو اسپینوسا
- دیه‌گو دومینگس
- آنا فرناندس گارسیا
- لوچو فرناندس
- کارمن سانچس لوسانو
- خواکین کلیمنت
- آدام یژیرسکی
- خوئل بوسکد
- ایساک فریس
- کریم الکرم
- گونسالو راموس